# Der gelbe Zwerg

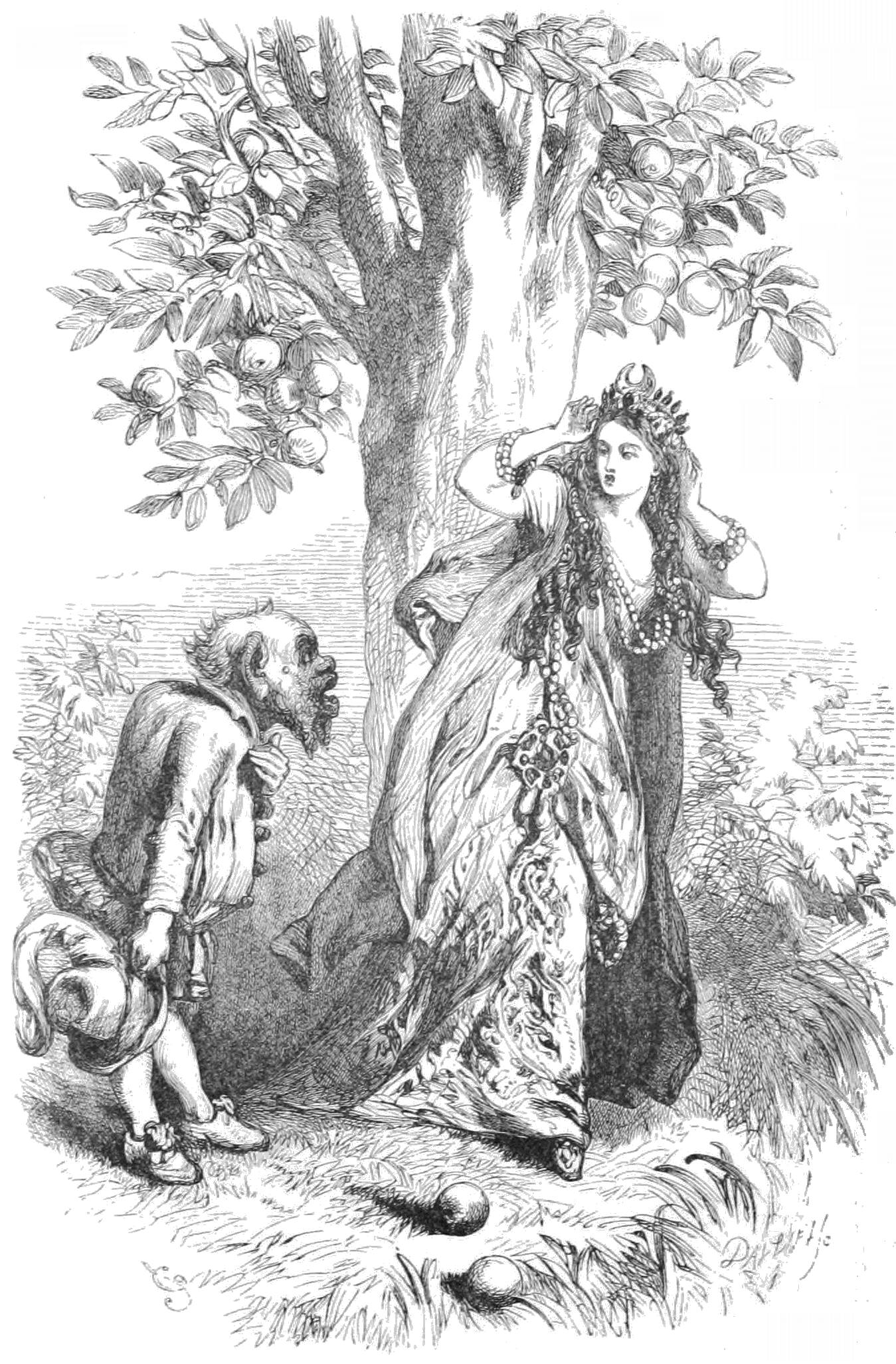
Illustration von John Gilbert, 1856

Der gelbe Zwerg (Le Nain jaune) ist ein in den Jahren 1697 bis 1698 entstandenes Feenmärchen von Marie-Catherine d’Aulnoy und erschien in Les Contes des Fées.

## Handlung
Eine wunderschöne Prinzessin weist alle Freier ab, die zu Tausenden auf das elterliche Schloss kommen. Um das Mädchen zur Vernunft zu bringen, will ihre Mutter die Einödfee um Rat fragen. Zu diesem Zweck macht sich die Königin auf den Weg. Unterwegs lässt sie sich ermüdet unter einem Orangenbaum nieder und schläft ein. Als sie wieder erwacht, ist sie von den beiden Löwen der Einödfee umgeben und bangt um ihr Leben. Einzig ein gelber Zwerg im Geäst des Baumes will ihr helfen, doch ist der Preis hoch, denn er fordert die Hand der Prinzessin. In Todesangst willigt die Königin ein und erwacht in ihrem eigenen Bett liegend.
In der Annahme, dass alles nur ein böser Traum war, schenkt sie der Geschichte keine weitere Beachtung, wird allerdings von Tag zu Tag melancholischer, was der Prinzessin Sorgen macht. Auch sie kommt auf die Idee, die Einödfee um Rat zu fragen. Ihrer Mutter gleich macht sie sich auf den Weg und auch sie schläft unter dem Orangenbaum ein und erblickt beim Aufwachen die zwei Löwen der Einödfee und den gelben Zwerg. Dieser verrät der Prinzessin den Grund für die Traurigkeit ihrer Mutter und so erfährt sie von dem Versprechen. In ihrer ausweglosen Lage verspricht sie dem Zwerg, ihn zu heiraten und erwacht sogleich in ihrem Bett. An ihrem Finger findet sie einen sonderbaren Ring, den sie nicht mehr abstreifen kann. Dennoch hält auch sie die Geschichte mit dem gelben Zwerg für einen Traum und wendet sich einem königlichen Heiratskandidaten zu, dem König der Goldminen. Als die beiden heiraten wollen, erscheint plötzlich der gelbe Zwerg. Er fordert den Bräutigam zum Zweikampf und entführt anschließend die Prinzessin in sein Reich.
Die Einödfee, die alles mit angesehen hatte, lockt den tapferen König in einen Palast, der an die raue See grenzt. Sie hat sich in ihn verliebt und versucht mit allen Mitteln, ihn für sich zu gewinnen. Eine Meerjungfrau bietet dem König ihre Hilfe an und so kann er den Ort, wo der gelbe Zwerg seine Prinzessin gefangen hält, erreichen. Von der Meerjungfrau erhält der König ein Zauberschwert, das er nie aus der Hand legen soll, bevor er den Zwerg besiegt hat. Als der König endlich vor seiner Prinzessin steht und sich zu ihren Füße wirft, lässt er das Schwert kurz aus den Augen. Sofort ergreift es der Zwerg und stößt es dem König ins Herz. Vor Kummer haucht auch die Prinzessin ihr Leben aus. Die  Meerjungfrau verwandelt daraufhin das liebende Paar in zwei Palmen, die sich nun nur noch im Wind sanft mit ihren Zweigen berühren können.

## Motive

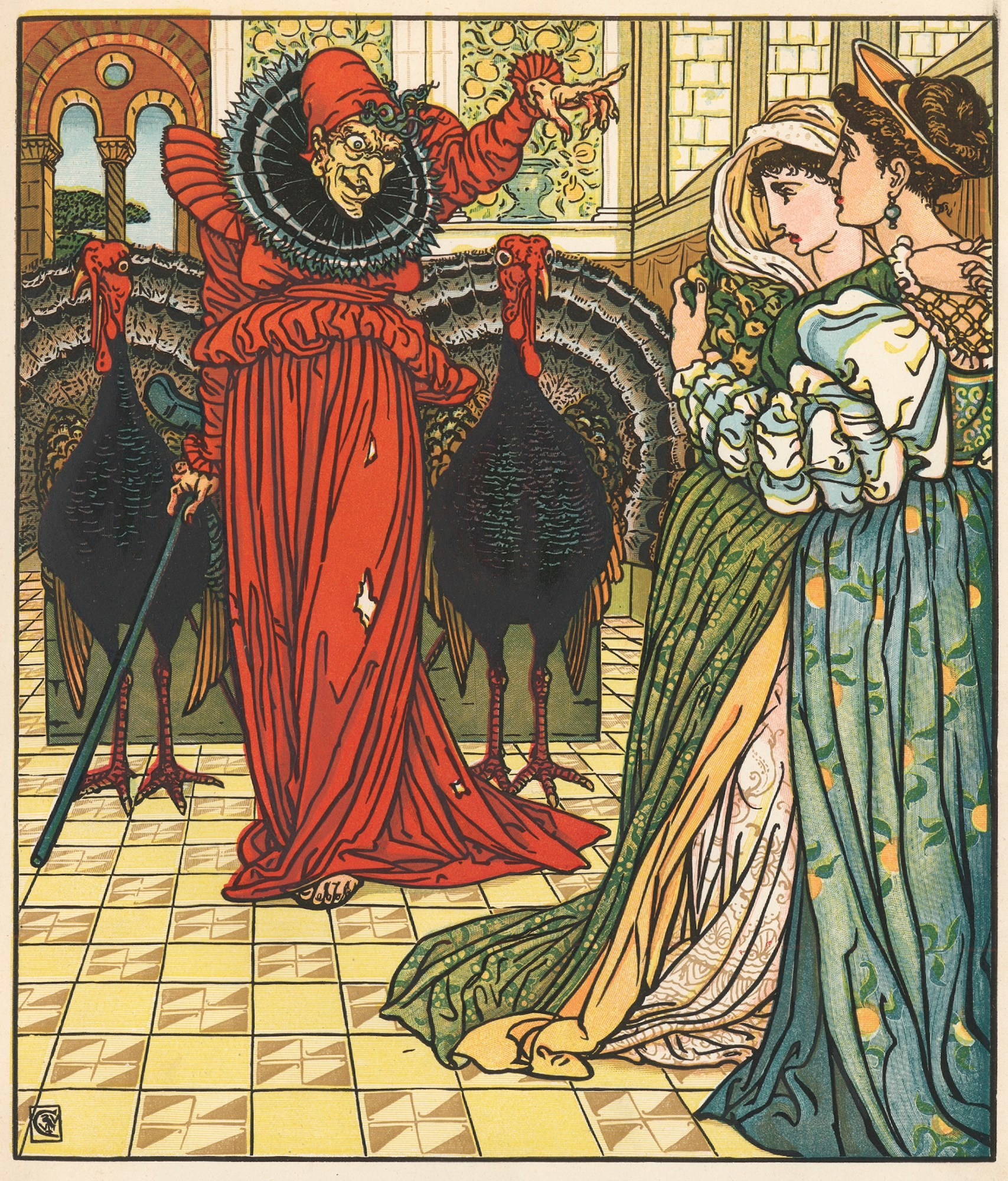
Illustration von Walter Crane, 1875

Hauptfigur ist ein boshafter und hässlicher Zwerg, ähnlich Aulnoys Der Prinz Kobold.

## Rezeption
Wegen eines Tumors wurde der Zwerg und Hofnarr Nicolas Ferry am Ende seines Lebens sehr boshaft und wurde deswegen von seinem Umfeld mit dem gelben Zwerg des Märchens verglichen.
Das Kartenspiel Nain Jaune wurde nach dem Märchen benannt.
In den Jahren 1814 und 1815 erschien in Paris unter dem Titel Le Nain Jaune eine liberale politische Satirezeitschrift, die sich gegen die Expansionspolitik Napoleons stellte. Der Titel wurde 1863 von einer halbwöchentlich erscheinenden Zeitschrift mit dem Untertitel Politisches und Literarisches Journal (Journal politique et littéraire) wieder aufgenommen.
Der englischen Wikipedia zufolge bearbeitete James Planché das Märchen als „Fairy Extravaganza“ für die Bühne als The Yellow Dwarf, and The King of the Gold Mines.
Walter Sholto Douglas schrieb eine Version der Geschichte in Tales of the Wild and the Wonderful, 1825.
Michael Kandel schrieb eine Parodie, wie eine groteske Schauspieltruppe das Märchen aufführt, ein Darsteller isst offenbar Menschenfleisch.